# Louise Elisabeth van Frankrijk
Marie Louise Elisabeth van Frankrijk (Marie Louise Élisabeth de France; Versailles, 14 augustus 1727 — aldaar, 6 december 1759) was de oudste dochter van koning Lodewijk XV van Frankrijk en diens vrouw koningin Maria Leszczyńska, en de oudere tweelingzuster van Henriëtte Anne. Ze trouwde met Filips van Spanje, hertog van Parma, zoon van koning Filips V van Spanje en werd later hertogin van Parma. Zij en haar jongere broer, Lodewijk Ferdinand, waren de enige twee kinderen van Lodewijk XV die trouwden.

## Jeugd en huwelijk
Elisabeth en haar tweelingzus Henriëtte werden geboren op het Kasteel van Versailles. Vanaf haar geboorte werd ze bekend als Madame Première, maar werd vaak Babette genoemd, vooral door haar vader. Haar toekomstige verloving met Filips van Bourbon werd aangekondigd op het hof in februari 1739. Filips was de derde zoon van Lodewijks oom, koning Filips V van Spanje, en diens tweede vrouw, koningin Elisabetta Farnese. Deze verloving werd gevolgd door een reeks van militaire verbonden en politieke allianties tussen de rooms-katholieke leiders van Frankrijk en Spanje, dat een traditie was bij koninklijke huwelijken. De traditie begon bij het huwelijk van koning Filips II van Spanje met de Franse prinses Elisabeth van Valois, de dochter van koning Hendrik II van Frankrijk, in 1559. Dat huwelijk kwam voort uit de Vrede van Cateau-Cambrésis. Ondanks dat en het feit dat Filips haar vaders eerste neef was, werd het huwelijk niet goed ontvangen aan het Franse hof, er was een kleine kans dat Filips koning zou worden van Spanje. Desondanks werd de 12 jaar oude Elisabeth bij volmacht verloofd op 26 augustus 1739, zonder haar toekomstige man ooit gezien te hebben, ze werd nu in Spanje bekend als Madame Infante. Na extravagante vieringen en feesten, verliet Elisabeth huilend Versailles en moest ze afscheid nemen van haar tweelingzus Henriëtte op 30 augustus. Ze ontmoette uiteindelijk haar 19-jarige man in Alcalá de Henares, ongeveer 30 km ten noorden van Madrid. Elisabeth en Filips trouwden op 25 oktober 1739.

## Kinderen
Het huwelijk was niet gelukkig, maar toch werden er drie kinderen geboren:
- Isabella Maria (31 december 1741 - 27 november 1763), zij trouwde op 6 oktober 1760 met Jozef II van Oostenrijk.
- Ferdinand (20 januari 1751 - 9 oktober 1802), hij volgde zijn vader op als hertog van Parma. Trouwde in 1769 met Maria Amalia, dochter van Maria Theresia van Oostenrijk.
- Maria Louisa (9 december 1751 - 2 januari 1819), werd door haar huwelijk koningin van Spanje toen ze trouwde met Karel IV van Spanje.

Via Elisabeths dochter Maria Louisa werd koning Lodewijk XV de voorvader van de Bourbons van Spanje, de Bourbons der Beide Siciliën en van het huis Orléans.

## Leven in Spanje
In Spanje was de hofetiquette nauwkeuriger dan in Frankrijk, en de jonge Elisabeth dacht dat haar schoonmoeder de baas wilde worden over haar. Elisabeth spendeerde veel van haar tijd met spelen met poppen, en vertroetelde haar dochter, die maar 14 jaar jonger was dan zij. Elisabeth schreef wanhopige brieven over haar ongelukkige huwelijk en haar ongelukkige periode aan het Spaanse hof naar haar vader.

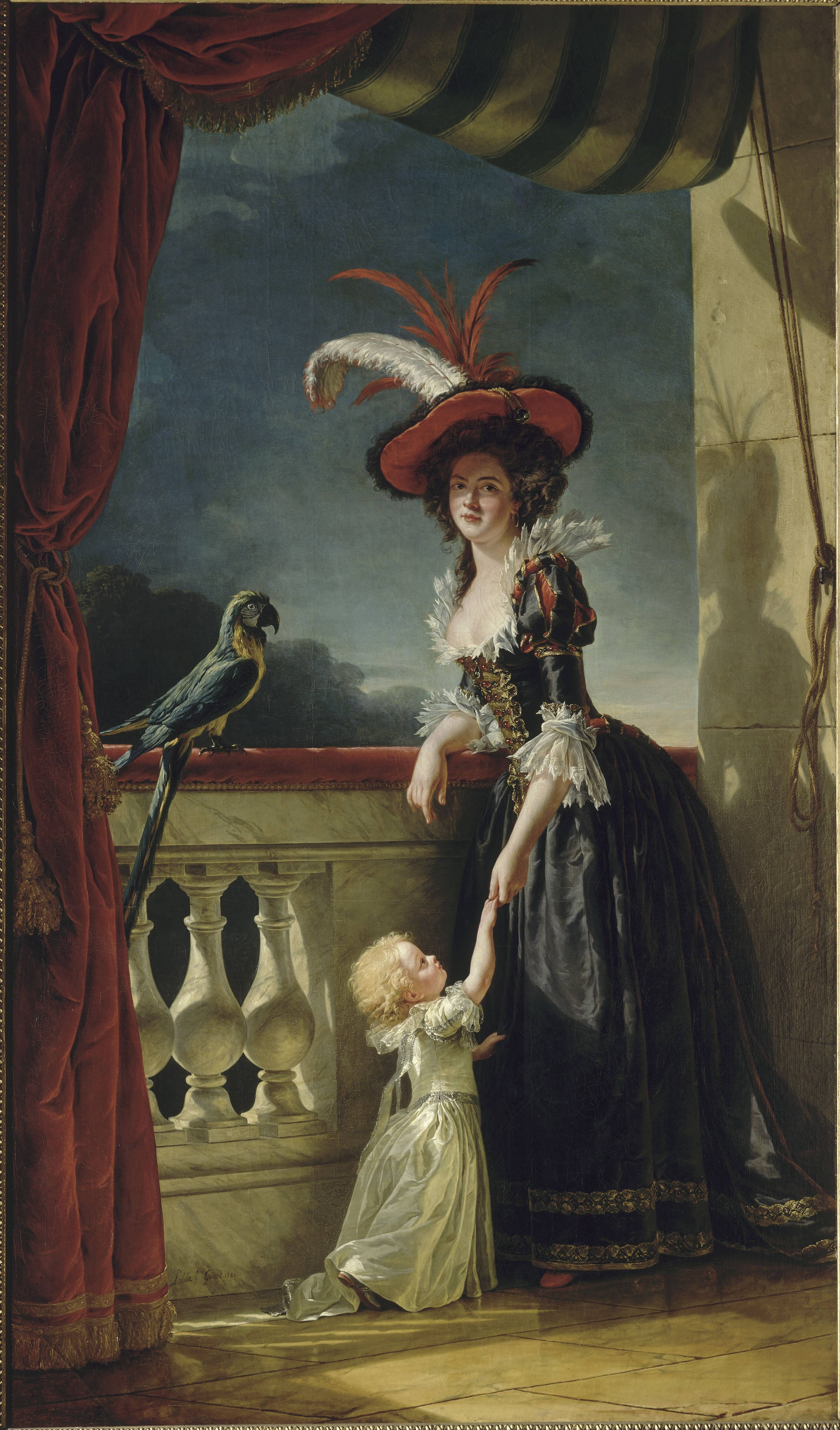
Louise Elisabeth als hertogin van Parma. Het portret was een opdracht van haar jongere zusters. Ze is te zien met haar zoon, Ferdinand.

Filips’ jongere zuster, Maria Theresia, was getrouwd met Elisabeths broer, Lodewijk Ferdinand de kroonprins van Frankrijk in 1745.

## Hertogin van Parma
Elisabeth kon Spanje ontvluchten in 1748. In het Verdrag van Aken, dat de Oostenrijkse Successieoorlog beëindigde, werd keizerin Maria Theresia van Oostenrijk gedwongen om de hertogdommen Parma, Piacenza en Guastalla af te staan aan haar vijand, Filips V van Spanje. Op aandringen van Lodewijk XV werden Elisabeth en haar man hertog en hertogin van Parma. Elisabeth keerde op 11 december 1748 terug naar Versailles, terwijl ze op weg naar Parma was, om haar vader te bedanken. Ze verbleef er bijna een jaar, gedurende die periode kreeg ze een goede band met Madame de Pompadour, in tegenstelling tot haar moeder, broer en zusters die de maîtresse van Lodewijk XV haatten. Ze vervolgde haar reis in oktober 1749 naar Parma. Ze nam Franse gewoonten mee naar het hof van Parma.
Elisabeths tweelingzuster Henriëtte stierf in 1752 en Elisabeth keerde terug naar Frankrijk in september om haar graf te bezoeken in Sint-Denis. Ze verwachtte dat ze een paar weken in Frankrijk zou blijven, maar bleef bijna een jaar in Versailles.
Elisabeth vond het vervelend om terug te moeten keren naar Parma, daarom zocht ze een groter gebied om te regeren. Ze sloot vrede met keizerin Maria Theresia, die Elisabeth de troon van de Oostenrijkse Nederlanden beloofde, welke terug waren gekeerd onder Oostenrijks gezag dankzij het verdrag van Aix-la-Chapelle. Elisabeth keerde in september 1757 terug in Frankrijk, in de hoop dat haar dochter Isabella zou trouwen met aartshertog Jozef van Oostenrijk, de toekomstige keizer Jozef II. Ze trouwden uiteindelijk in 1760. 
Schandalige roddels brachten Elisabeth bij François-Joachim Bernis, een abt die ze kende uit Parma, maar hij trok zich terug toen hij uit de gunst viel en werd verbannen. 

## Laatste jaren en overlijden
Koning Ferdinand VI van Spanje stierf zonder een erfgenaam in augustus 1759 en werd opgevolgd door zijn jongere (en Filips oudere) broer Karel, die Karel III van Spanje werd. Op die manier kwamen Filips en Elisabeth een stap dichter bij de Spaanse troon. Karels jonge familie, inclusief een paar zoons, meende dat er nog maar een kleine kans was dat Filips en Elisabeth de Spaanse troon haalden.
Elisabeth werd ziek terwijl ze in Versailles was en stierf aan de pokken op 6 december 1759. Ze werd begraven op 27 maart 1760 in Sint-Denis, naast haar tweelingzuster. Hun graven werden tijdens de Franse Revolutie verwoest. De beenderen van de Bourbons werden in een sloot buiten Saint-Denis gestort.

## Kwartierstaat (voorouders)
| Lodewijk van Frankrijk (1661-1711)         | Lodewijk van Frankrijk (1661-1711)         | Lodewijk van Frankrijk (1661-1711)         | Lodewijk van Frankrijk (1661-1711)         | Lodewijk van Frankrijk (1661-1711)         | Lodewijk van Frankrijk (1661-1711)         | Maria Anna Victoria van Beieren (1660-1690) | Maria Anna Victoria van Beieren (1660-1690) | Maria Anna Victoria van Beieren (1660-1690) | Maria Anna Victoria van Beieren (1660-1690) | Maria Anna Victoria van Beieren (1660-1690) | Maria Anna Victoria van Beieren (1660-1690) |                                          |                                          | Victor Amadeus II van Sardinië (1666-1732) | Victor Amadeus II van Sardinië (1666-1732) | Victor Amadeus II van Sardinië (1666-1732) | Victor Amadeus II van Sardinië (1666-1732) | Victor Amadeus II van Sardinië (1666-1732) | Victor Amadeus II van Sardinië (1666-1732) | Anne Marie van Orléans (1669-1728)    | Anne Marie van Orléans (1669-1728)    | Anne Marie van Orléans (1669-1728) | Anne Marie van Orléans (1669-1728) | Anne Marie van Orléans (1669-1728)       | Anne Marie van Orléans (1669-1728)       |                                          |                                          | Rafał Leszczyński (1650–1703)            | Rafał Leszczyński (1650–1703)            | Rafał Leszczyński (1650–1703) | Rafał Leszczyński (1650–1703) | Rafał Leszczyński (1650–1703)      | Rafał Leszczyński (1650–1703)      | Anna Leszczyńska (1660–1727)       | Anna Leszczyńska (1660–1727)       | Anna Leszczyńska (1660–1727)       | Anna Leszczyńska (1660–1727)       | Anna Leszczyńska (1660–1727)  | Anna Leszczyńska (1660–1727)  |                                             |                                             | Jan Karol Opaliński (1642-1695)             | Jan Karol Opaliński (1642-1695)             | Jan Karol Opaliński (1642-1695)             | Jan Karol Opaliński (1642-1695)             | Jan Karol Opaliński (1642-1695) | Jan Karol Opaliński (1642-1695) | Zofia Czarnkowska (1660-1701)   | Zofia Czarnkowska (1660-1701)   | Zofia Czarnkowska (1660-1701) | Zofia Czarnkowska (1660-1701) | Zofia Czarnkowska (1660-1701) | Zofia Czarnkowska (1660-1701) |  |  |  |  |  |  |  |  |  |  |  |  |  |  |  |  |  |  |  |  |  |  |  |  |  |  |  |  |  |  |  |  |  |  |  |  |  |  |  |  |  |  |  |  |  |  |  |  |
| Lodewijk van Frankrijk (1661-1711)         | Lodewijk van Frankrijk (1661-1711)         | Lodewijk van Frankrijk (1661-1711)         | Lodewijk van Frankrijk (1661-1711)         | Lodewijk van Frankrijk (1661-1711)         | Lodewijk van Frankrijk (1661-1711)         | Maria Anna Victoria van Beieren (1660-1690) | Maria Anna Victoria van Beieren (1660-1690) | Maria Anna Victoria van Beieren (1660-1690) | Maria Anna Victoria van Beieren (1660-1690) | Maria Anna Victoria van Beieren (1660-1690) | Maria Anna Victoria van Beieren (1660-1690) |                                          |                                          | Victor Amadeus II van Sardinië (1666-1732) | Victor Amadeus II van Sardinië (1666-1732) | Victor Amadeus II van Sardinië (1666-1732) | Victor Amadeus II van Sardinië (1666-1732) | Victor Amadeus II van Sardinië (1666-1732) | Victor Amadeus II van Sardinië (1666-1732) | Anne Marie van Orléans (1669-1728)    | Anne Marie van Orléans (1669-1728)    | Anne Marie van Orléans (1669-1728) | Anne Marie van Orléans (1669-1728) | Anne Marie van Orléans (1669-1728)       | Anne Marie van Orléans (1669-1728)       |                                          |                                          | Rafał Leszczyński (1650–1703)            | Rafał Leszczyński (1650–1703)            | Rafał Leszczyński (1650–1703) | Rafał Leszczyński (1650–1703) | Rafał Leszczyński (1650–1703)      | Rafał Leszczyński (1650–1703)      | Anna Leszczyńska (1660–1727)       | Anna Leszczyńska (1660–1727)       | Anna Leszczyńska (1660–1727)       | Anna Leszczyńska (1660–1727)       | Anna Leszczyńska (1660–1727)  | Anna Leszczyńska (1660–1727)  |                                             |                                             | Jan Karol Opaliński (1642-1695)             | Jan Karol Opaliński (1642-1695)             | Jan Karol Opaliński (1642-1695)             | Jan Karol Opaliński (1642-1695)             | Jan Karol Opaliński (1642-1695) | Jan Karol Opaliński (1642-1695) | Zofia Czarnkowska (1660-1701)   | Zofia Czarnkowska (1660-1701)   | Zofia Czarnkowska (1660-1701) | Zofia Czarnkowska (1660-1701) | Zofia Czarnkowska (1660-1701) | Zofia Czarnkowska (1660-1701) |  |  |  |  |  |  |  |  |  |  |  |  |  |  |  |  |  |  |  |  |  |  |  |  |  |  |  |  |  |  |  |  |  |  |  |  |  |  |  |  |  |  |  |  |  |  |  |  |
|                                            |                                            |                                            |                                            |                                            |                                            |                                             |                                             |                                             |                                             |                                             |                                             |                                          |                                          |                                            |                                            |                                            |                                            |                                            |                                            |                                       |                                       |                                    |                                    |                                          |                                          |                                          |                                          |                                          |                                          |                               |                               |                                    |                                    |                                    |                                    |                                    |                                    |                               |                               |                                             |                                             |                                             |                                             |                                             |                                             |                                 |                                 |                                 |                                 |                               |                               |                               |                               |  |  |  |  |  |  |  |  |  |  |  |  |  |  |  |  |  |  |  |  |  |  |  |  |  |  |  |  |  |  |  |  |  |  |  |  |  |  |  |  |  |  |  |  |  |  |  |  |
|                                            |                                            |                                            |                                            | Lodewijk van Frankrijk (1682-1712)         | Lodewijk van Frankrijk (1682-1712)         | Lodewijk van Frankrijk (1682-1712)          | Lodewijk van Frankrijk (1682-1712)          | Lodewijk van Frankrijk (1682-1712)          | Lodewijk van Frankrijk (1682-1712)          |                                             |                                             |                                          |                                          |                                            |                                            | Maria Adelheid van Savoye (1685-1712)      | Maria Adelheid van Savoye (1685-1712)      | Maria Adelheid van Savoye (1685-1712)      | Maria Adelheid van Savoye (1685-1712)      | Maria Adelheid van Savoye (1685-1712) | Maria Adelheid van Savoye (1685-1712) |                                    |                                    |                                          |                                          |                                          |                                          |                                          |                                          |                               |                               | Stanislaus Leszczyński (1677-1766) | Stanislaus Leszczyński (1677-1766) | Stanislaus Leszczyński (1677-1766) | Stanislaus Leszczyński (1677-1766) | Stanislaus Leszczyński (1677-1766) | Stanislaus Leszczyński (1677-1766) |                               |                               |                                             |                                             |                                             |                                             | Catharina Opalińska (1680-1747)             | Catharina Opalińska (1680-1747)             | Catharina Opalińska (1680-1747) | Catharina Opalińska (1680-1747) | Catharina Opalińska (1680-1747) | Catharina Opalińska (1680-1747) |                               |                               |                               |                               |  |  |  |  |  |  |  |  |  |  |  |  |  |  |  |  |  |  |  |  |  |  |  |  |  |  |  |  |  |  |  |  |  |  |  |  |  |  |  |  |  |  |  |  |  |  |  |  |
|                                            |                                            |                                            |                                            | Lodewijk van Frankrijk (1682-1712)         | Lodewijk van Frankrijk (1682-1712)         | Lodewijk van Frankrijk (1682-1712)          | Lodewijk van Frankrijk (1682-1712)          | Lodewijk van Frankrijk (1682-1712)          | Lodewijk van Frankrijk (1682-1712)          |                                             |                                             |                                          |                                          |                                            |                                            | Maria Adelheid van Savoye (1685-1712)      | Maria Adelheid van Savoye (1685-1712)      | Maria Adelheid van Savoye (1685-1712)      | Maria Adelheid van Savoye (1685-1712)      | Maria Adelheid van Savoye (1685-1712) | Maria Adelheid van Savoye (1685-1712) |                                    |                                    |                                          |                                          |                                          |                                          |                                          |                                          |                               |                               | Stanislaus Leszczyński (1677-1766) | Stanislaus Leszczyński (1677-1766) | Stanislaus Leszczyński (1677-1766) | Stanislaus Leszczyński (1677-1766) | Stanislaus Leszczyński (1677-1766) | Stanislaus Leszczyński (1677-1766) |                               |                               |                                             |                                             |                                             |                                             | Catharina Opalińska (1680-1747)             | Catharina Opalińska (1680-1747)             | Catharina Opalińska (1680-1747) | Catharina Opalińska (1680-1747) | Catharina Opalińska (1680-1747) | Catharina Opalińska (1680-1747) |                               |                               |                               |                               |  |  |  |  |  |  |  |  |  |  |  |  |  |  |  |  |  |  |  |  |  |  |  |  |  |  |  |  |  |  |  |  |  |  |  |  |  |  |  |  |  |  |  |  |  |  |  |  |
|                                            |                                            |                                            |                                            |                                            |                                            |                                             |                                             |                                             |                                             | Lodewijk XV van Frankrijk (1710-1774)       | Lodewijk XV van Frankrijk (1710-1774)       | Lodewijk XV van Frankrijk (1710-1774)    | Lodewijk XV van Frankrijk (1710-1774)    | Lodewijk XV van Frankrijk (1710-1774)      | Lodewijk XV van Frankrijk (1710-1774)      |                                            |                                            |                                            |                                            |                                       |                                       |                                    |                                    |                                          |                                          |                                          |                                          |                                          |                                          |                               |                               |                                    |                                    |                                    |                                    |                                    |                                    | Maria Leszczyńska (1703-1768) | Maria Leszczyńska (1703-1768) | Maria Leszczyńska (1703-1768)               | Maria Leszczyńska (1703-1768)               | Maria Leszczyńska (1703-1768)               | Maria Leszczyńska (1703-1768)               |                                             |                                             |                                 |                                 |                                 |                                 |                               |                               |                               |                               |  |  |  |  |  |  |  |  |  |  |  |  |  |  |  |  |  |  |  |  |  |  |  |  |  |  |  |  |  |  |  |  |  |  |  |  |  |  |  |  |  |  |  |  |  |  |  |  |
|                                            |                                            |                                            |                                            |                                            |                                            |                                             |                                             |                                             |                                             | Lodewijk XV van Frankrijk (1710-1774)       | Lodewijk XV van Frankrijk (1710-1774)       | Lodewijk XV van Frankrijk (1710-1774)    | Lodewijk XV van Frankrijk (1710-1774)    | Lodewijk XV van Frankrijk (1710-1774)      | Lodewijk XV van Frankrijk (1710-1774)      |                                            |                                            |                                            |                                            |                                       |                                       |                                    |                                    |                                          |                                          |                                          |                                          |                                          |                                          |                               |                               |                                    |                                    |                                    |                                    |                                    |                                    | Maria Leszczyńska (1703-1768) | Maria Leszczyńska (1703-1768) | Maria Leszczyńska (1703-1768)               | Maria Leszczyńska (1703-1768)               | Maria Leszczyńska (1703-1768)               | Maria Leszczyńska (1703-1768)               |                                             |                                             |                                 |                                 |                                 |                                 |                               |                               |                               |                               |  |  |  |  |  |  |  |  |  |  |  |  |  |  |  |  |  |  |  |  |  |  |  |  |  |  |  |  |  |  |  |  |  |  |  |  |  |  |  |  |  |  |  |  |  |  |  |  |
|                                            |                                            |                                            |                                            |                                            |                                            |                                             |                                             |                                             |                                             |                                             |                                             |                                          |                                          |                                            |                                            |                                            |                                            |                                            |                                            |                                       |                                       |                                    |                                    |                                          |                                          |                                          |                                          |                                          |                                          |                               |                               |                                    |                                    |                                    |                                    |                                    |                                    |                               |                               |                                             |                                             |                                             |                                             |                                             |                                             |                                 |                                 |                                 |                                 |                               |                               |                               |                               |  |  |  |  |  |  |  |  |  |  |  |  |  |  |  |  |  |  |  |  |  |  |  |  |  |  |  |  |  |  |  |  |  |  |  |  |  |  |  |  |  |  |  |  |  |  |  |  |
|                                            |                                            |                                            |                                            |                                            |                                            |                                             |                                             |                                             |                                             |                                             |                                             |                                          |                                          |                                            |                                            |                                            |                                            |                                            |                                            |                                       |                                       |                                    |                                    |                                          |                                          |                                          |                                          |                                          |                                          |                               |                               |                                    |                                    |                                    |                                    |                                    |                                    |                               |                               |                                             |                                             |                                             |                                             |                                             |                                             |                                 |                                 |                                 |                                 |                               |                               |                               |                               |  |  |  |  |  |  |  |  |  |  |  |  |  |  |  |  |  |  |  |  |  |  |  |  |  |  |  |  |  |  |  |  |  |  |  |  |  |  |  |  |  |  |  |  |  |  |  |  |
| Louise Elisabeth van Frankrijk (1727-1759) | Louise Elisabeth van Frankrijk (1727-1759) | Louise Elisabeth van Frankrijk (1727-1759) | Louise Elisabeth van Frankrijk (1727-1759) | Louise Elisabeth van Frankrijk (1727-1759) | Louise Elisabeth van Frankrijk (1727-1759) |                                             |                                             | Henriëtte Anne van Frankrijk (1727-1752)    | Henriëtte Anne van Frankrijk (1727-1752)    | Henriëtte Anne van Frankrijk (1727-1752)    | Henriëtte Anne van Frankrijk (1727-1752)    | Henriëtte Anne van Frankrijk (1727-1752) | Henriëtte Anne van Frankrijk (1727-1752) |                                            |                                            | Lodewijk van Frankrijk (1729-1765)         | Lodewijk van Frankrijk (1729-1765)         | Lodewijk van Frankrijk (1729-1765)         | Lodewijk van Frankrijk (1729-1765)         | Lodewijk van Frankrijk (1729-1765)    | Lodewijk van Frankrijk (1729-1765)    |                                    |                                    | Marie Adélaïde van Frankrijk (1732−1800) | Marie Adélaïde van Frankrijk (1732−1800) | Marie Adélaïde van Frankrijk (1732−1800) | Marie Adélaïde van Frankrijk (1732−1800) | Marie Adélaïde van Frankrijk (1732−1800) | Marie Adélaïde van Frankrijk (1732−1800) |                               |                               | Victoire van Frankrijk (1733−1799) | Victoire van Frankrijk (1733−1799) | Victoire van Frankrijk (1733−1799) | Victoire van Frankrijk (1733−1799) | Victoire van Frankrijk (1733−1799) | Victoire van Frankrijk (1733−1799) |                               |                               | Sophie Philippine van Frankrijk (1734−1782) | Sophie Philippine van Frankrijk (1734−1782) | Sophie Philippine van Frankrijk (1734−1782) | Sophie Philippine van Frankrijk (1734−1782) | Sophie Philippine van Frankrijk (1734−1782) | Sophie Philippine van Frankrijk (1734−1782) |                                 |                                 | 1 broer en 3 zusters            | 1 broer en 3 zusters            | 1 broer en 3 zusters          | 1 broer en 3 zusters          | 1 broer en 3 zusters          | 1 broer en 3 zusters          |  |  |  |  |  |  |  |  |  |  |  |  |  |  |  |  |  |  |  |  |  |  |  |  |  |  |  |  |  |  |  |  |  |  |  |  |  |  |  |  |  |  |  |  |  |  |  |  |

- Bibliothèque nationale de France: cb14957387q (data)
- Gemeinsame Normdatei: 128731524
- International Standard Name Identifier: 0000 0001 2328 3435
- Library of Congress Control Number: no2018028052
- Nationale Bibliotheek van Polen: a0000002177877
- RKD-Nederlands Instituut voor Kunstgeschiedenis: 11476
- LIBRIS: 173455
- Système universitaire de documentation: 087550245
- Union List of Artist Names: 500098519
- Virtual International Authority File: 172989709
- WorldCat: E39PBJdgYqpRkY4prJmCkc3PcP